# Яна-Турмуш
Яна-Турмуш (баш. Яңы Тормош) — деревня в Илишевском районе Республики Башкортостан Российской Федерации. Входит в состав Кадыровского сельсовета. 

## География

### Географическое положение
Расстояние до:
- районного центра (Верхнеяркеево): 24 км,
- центра сельсовета (Кадырово): 4 км,
- ближайшей ж/д станции (Буздяк): 131 км.

## Население
| 2002 | 2009 | 2010 |
| ---- | ---- | ---- |
| 16   | ↘0   | →0   |

Национальный состав
Согласно переписи 2002 года, преобладающая национальность — башкиры (94 %).